# Capital (economie)
Capitalul ca factor de producție reprezintă ansamblul bunurilor produse prin muncă și utilizate pentru obținerea altor bunuri și/ sau servicii economice destinate vânzării-cumpărării. În macroeconomia clasică, capitalul este unul dintre cei trei factori de producție (pe lângă muncă și pământ).
Mai nou, s-a adăugat informația sau cunoașterea ca un al patrulea factor de producție. 
Capitalul se formează prin acumularea de economii (renuțarea la consum) respectiv prin investiții. Acumularea de capital sporește productivitatea celorlalți factori de producție și duce astfel la randament mai mare, care la rândul lui contribuie la o nouă acumulare de capital, însă este și premisa pentru salarii mai bune (pentru factorul de producție muncă).
Întâlnim următoarele forme de capital:
1. Capital fix format din unelte, mașini, clădiri, calculatoare, animale de reproducție etc. având drept specific participarea la mai multe cicluri de producție și recuperarea treptată a valorii prin bunurile realizate (amortizate)
2. Capital circulant format din materii prime și materiale, combustibil etc. având drept specific participarea la un singur ciclu de producție cu recuperarea integrală a valorii prin bunurile realizate.